# Pavučina

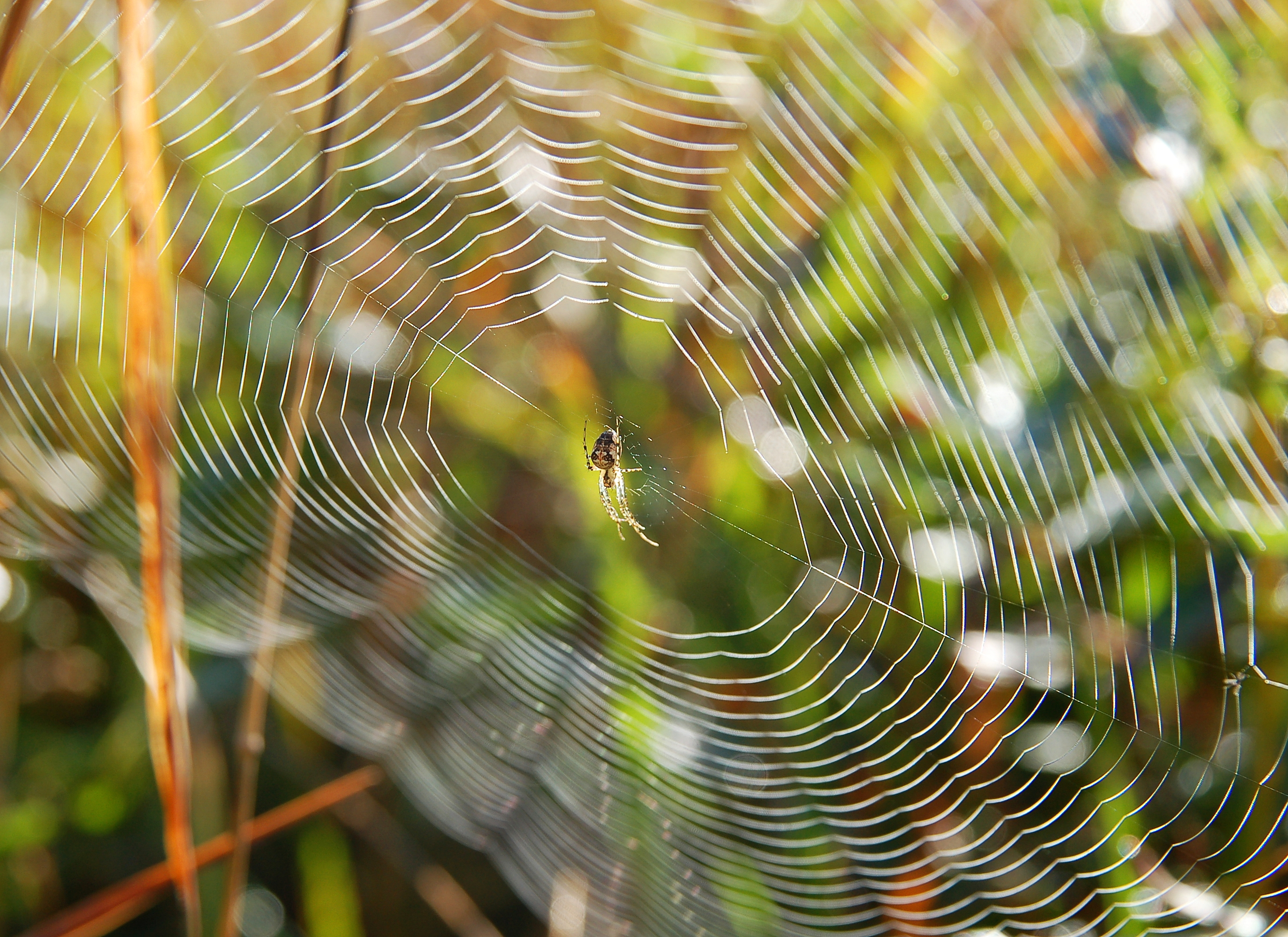
Pavučina s pavoukem

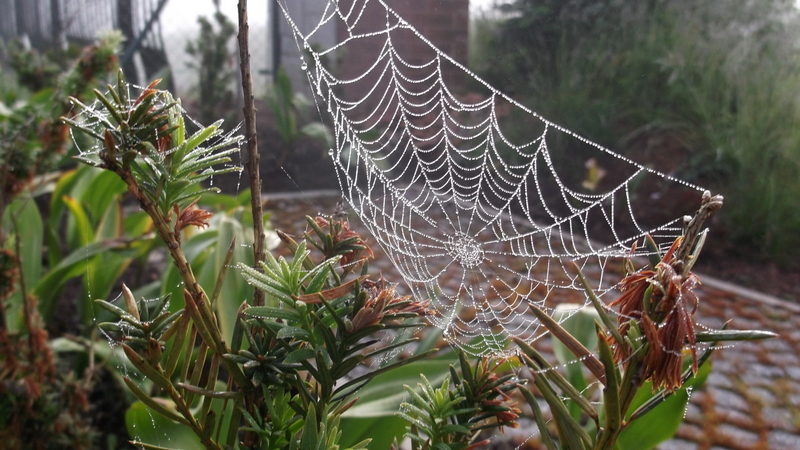
Ranní rosa na pavučině

Pavučina je síť na chytání hlavně létajícího hmyzu, kterou vytvářejí pavouci snováním lepkavého vlákna. Pavoučí vlákno má vynikající pevnost a pružnost, lze je roztáhnout až na dvojnásobek délky, aniž by se přetrhlo. Každý pavouk vytváří několik druhů vláken, které užívá různým způsobem.

## Tvorba vlákna
Pavoučí vlákno produkují snovací žlázy, které ústí ve snovacích bradavkách. Vlákno původně sloužilo k vystýlání nor a obalování kokonů. Snovací bradavky vznikly přeměnou zadečkových končetin předků dnešních pavouků. Nacházejí se na břišní straně zadečku. Jejich počet kolísá od dvou do čtyř párů. Snovací žlázy produkují tekutý sekret, který ještě než opustí snovací bradavky tuhne a tvoří se z něj vlákno. Hlavní složkou je bílkovina nazývaná fibroin. Protože tvorba této bílkoviny je energeticky náročná, pavouci málokdy budují zcela novou pavučinu, spíše se ji snaží neustále opravovat. Při tvorbě nové pavučiny navíc požírají zbytky pavučiny staré. Pavouci mají různý počet typů snovacích žláz, které produkují vlákna rozdílného charakteru.

## Typy pavoučího vlákna

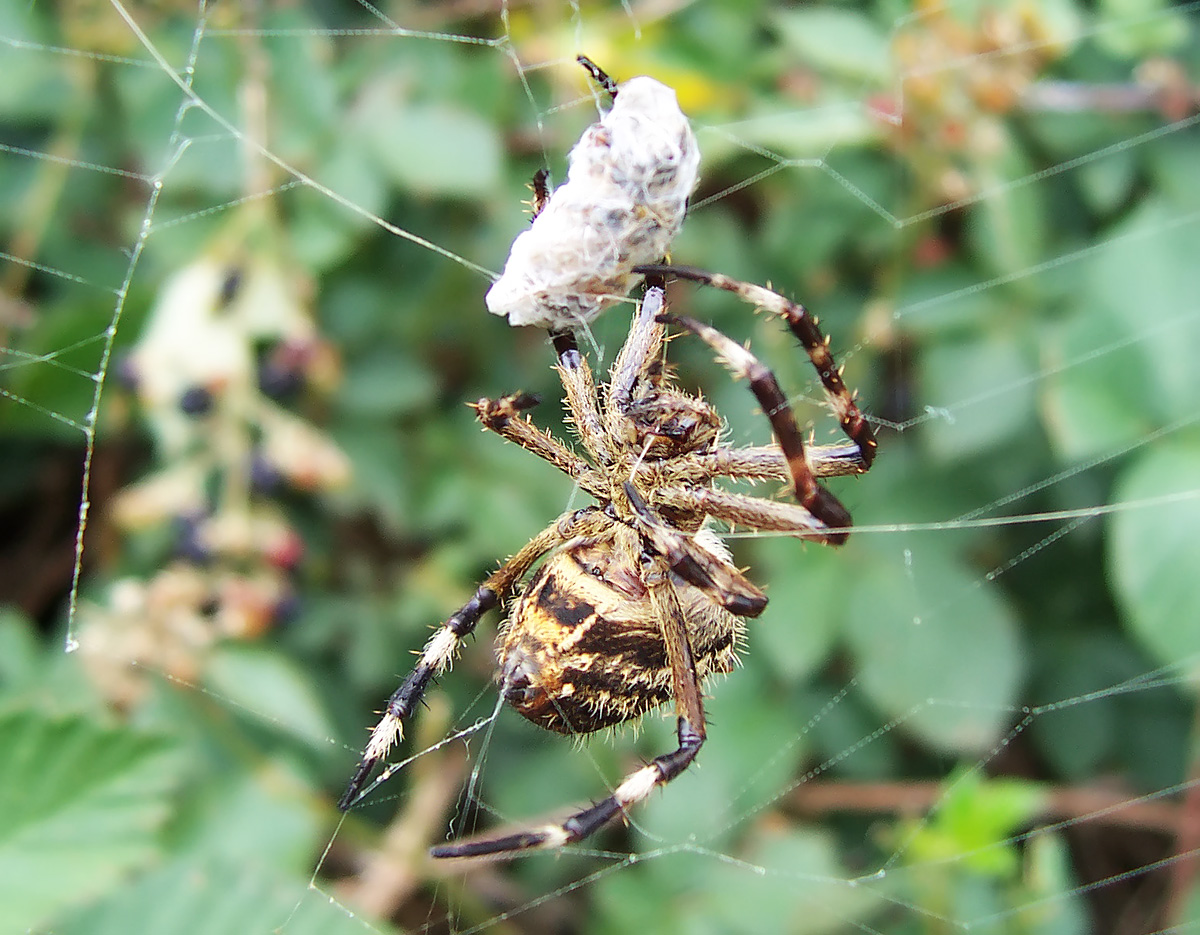
Kořist pavouka obalená pavučinou

Pavoučí vlákno původně vůbec nesloužilo k lovu. Zpočátku jej asi předkové pavouků užívali jako výstelku nory a k vytvoření ochranného kokonu pavoučích vajíček. Pavoučí vlákno vytváří pavouk pomocí snovacích bradavek, které jsou ústím snovacích žláz. Těch existuje několik druhů, přičemž různé snovací žlázy produkují speciální typy vláken. Některé se vyskytují u všech druhů pavouků, jiné mají vyvinuty jen některé druhy:
- Všechny druhy pavouků mají:
  - Aciniformní žlázy – vytvářejí pevné vlákno, kterým pavouk obaluje lapenou oběť.
  - Ampulární žlázy – produkují vlečné záchranné vlákno, které za sebou zanechává běžící nebo spouštějící se pavouk.
  - Pyriformní žlázy – lepkavá diskovitá zakončení vláken, kterým pavouk přichytává okraje pavučiny.
- Pouze u některých druhů pavouků se vyskytují:
  - Cylindrické žlázy – vytvářejí podobné vlákno jako aciniformní žlázy, avšak jemnější, neboť slouží k výrobě kokonu, obalujícího pavoučí vajíčka. Z toho důvodu se tento typ žláz vyskytuje pouze u samiček a některé pavoučí druhy jej vůbec nemají.
  - Lalůčkovité žlázy – vytvářejí kvalitnější obalovací vlákno než aciniformní žlázy. Vyskytují se pouze u snovačkovitých (Theridiidae), u nichž prakticky nahradily aciniformní žlázy.
  - Kribelární žlázy – vytvářejí lepkavé části pavučin, sloužící k chytání hmyzu. Vlákno je ve skutečnosti tvořeno hustou spletí drobných vlákének, do nichž se snadno zachytí ochlupené hmyzí končetiny. Vlášení je vytvářeno pomocí speciálního orgánu (cribellum, sítko), jímž pavouci „rozčesávají“ vypouštěné vlákno. Sítko se vyskytuje u mnoha různých pavoučích druhů.
  - Agregární žlázy – představují alternativu ke kribelárním žlázám. Produkují drobné, vysoce lepkavé kapičky, které pavouk nanáší na ta místa pavučiny, do nichž chce lapat hmyz. Vyskytují se u křižákovitých (Araneidae), snovačkovitých (Theridiidae) a plachetnatkovitých (Linyphiidae). Protože vytváření lepkavých vláken je energeticky náročnější, zpravidla bývají lepkavé jen některé části pavučiny.

## Typy pavoučí sítě
Mnozí pavouci neloví hmyz do sítě a pavučinové vlákno užívají pouze k vytvoření kokonu s vajíčky. Zcela specifické užití sítě má vodouch stříbřitý (Argyroneta aquatica), který si pod vodní hladinou buduje jemnou zvoncovitou pavučinu, v níž schraňuje vzduchovou bublinu jako zásobu vzduchu. Ti pavouci, kterým síť slouží k lovu, ji mohou používat rozmanitými způsoby, čemuž přizpůsobují tvar i složení sítě. Existují i parazitičtí pavouci, kteří buď vykrádají sítě jiných pavouků, nebo požírají samotné pavouky.
- Nálevkovitá síť – pavouk vytvoří kolem své nory jemnou síť nelepkavých vláken. Když nějaký hmyz přeběhne po okraji sítě, pavouk ucítí vibrace a vyrazí hmyz ulovit. Takové sítě buduje např. punčoškář zemní (Coelotes terrestris) z čeledi cedivkovitých (Amaurobiidae).
- Trubicovitá síť – účel je podobný jako u nálevkovité sítě. V tomto případě pavouk vytvoří nelepkavou trubičku, někdy ještě maskovanou kousky dřeva, v jejímž vnitřku číhá na kořist. Ve chvíli, kdy nějaký hmyz přeběhne po trubičce, pavouk zaútočí skrze síť a jedem hmyz ochromí. Tímto způsobem loví například sklípkani (Mygalomorphae).
- Pavučinový vak – velmi jemná a hustá síť, buď zcela nelepkavá nebo jen s několika lepkavými vlákny. Když v ní uvízne letící nebo lezoucí hmyz, zamotá se do jejích vláken a než stihne uniknout, pavouk ho uloví.
- Plachetkovitá síť – pavučina je v horní části tvořena jemnou sítí vláken, v dolní části silnými lepkavými vlákny. Je určena k lapání letícího hmyzu, který po nárazu do horních vláken spadne do lepkavé části.
- Kruhová pavučina – asi nejznámější typ pavučiny, tvořený několika paprskovitě uspořádanými vlákny, propojenými spirálou. Kořist se chytá do lepkavého středu, zatímco ostatní části jsou utkané ze suššího materiálu. Pavouk pak na svou kořist číhá buď ve středu pavučiny nebo na konci tzv. signálního vlákna. Kruhovou pavučinu si staví např. křižák obecný (Araneus diadematus).
- Volná síťka – pavouk vyrobí jen malou lepkavou síťku, kterou drží předníma nohama a číhá na kořist. Když pod ním proběhne nějaký lezoucí hmyz, pavouk na něj síťku pustí a tak ho polapí.
- Vlákno – někteří pavouci nestaví celou síť, k lovu si připraví jen jediné vlákno, na jehož konci se nachází lepkavá kulička, tzv. bolaso (nazvané podle jihoamerické vrhací zbraně). Tu pavouci vrhají na lezoucí nebo letící hmyz. Označují se proto jako pavouci bolasoví.[3]

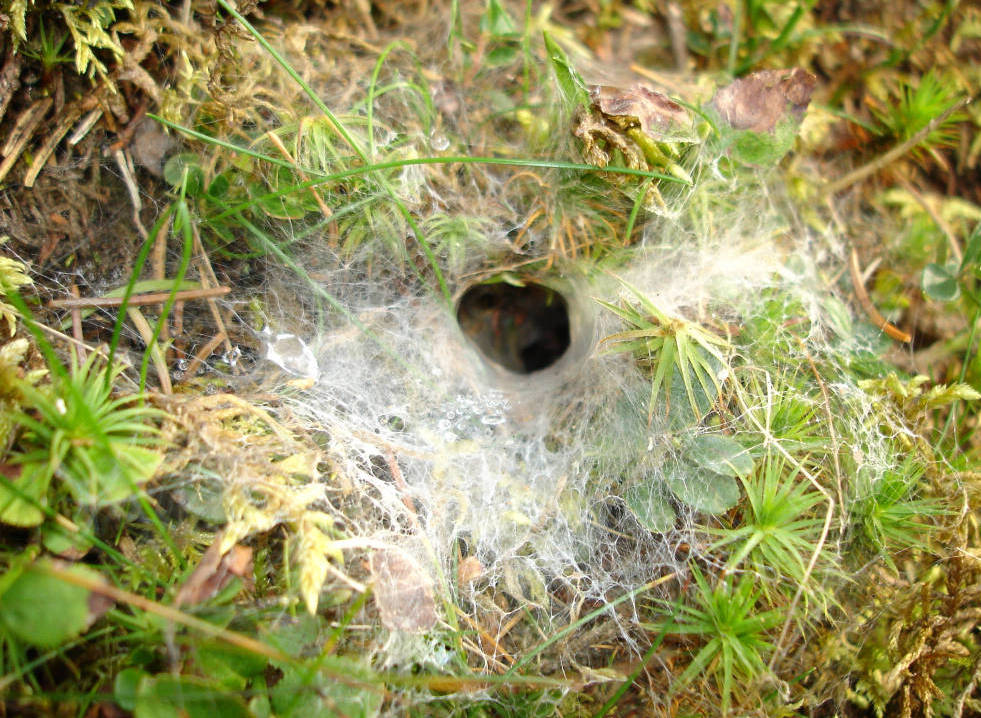
Nálevkovitá síť
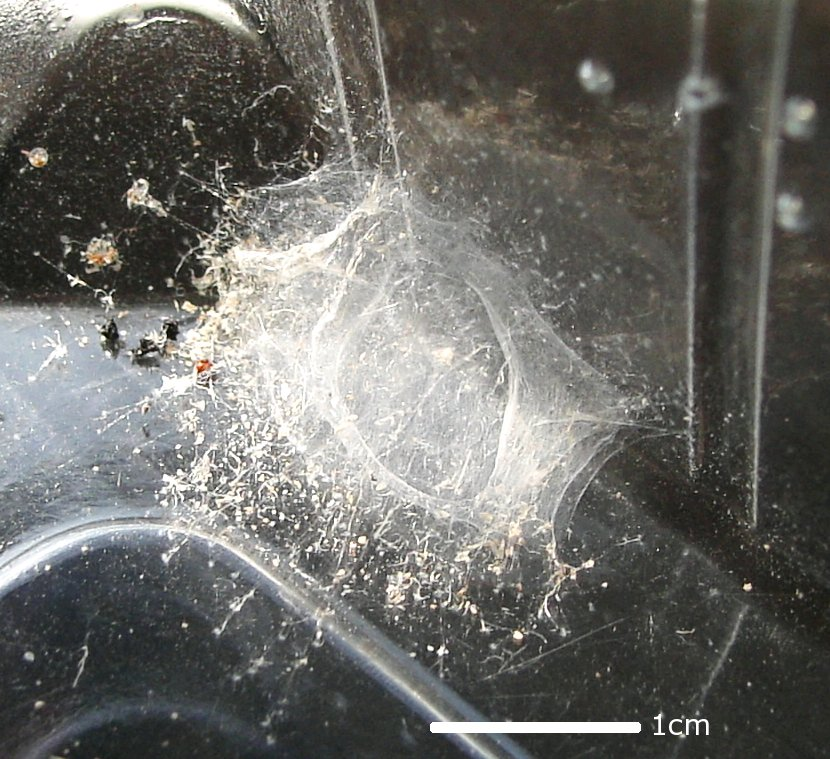
Pavučinový vak
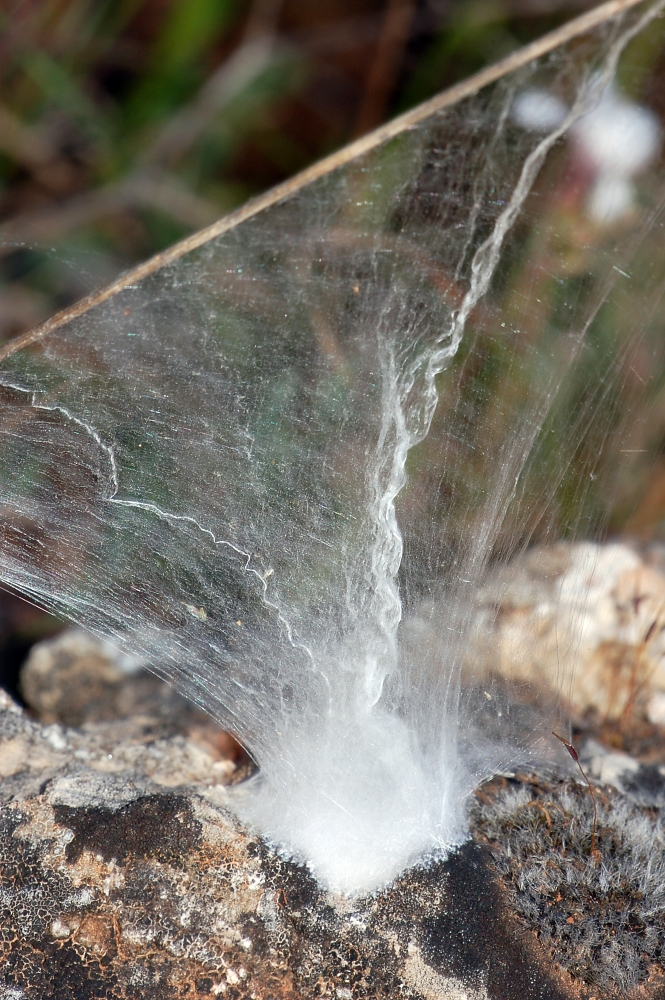
Plachetkovitá síť

## Stavba kruhové sítě
Kruhová síť je dokonalou konstrukcí. Její výhoda spočívá především v tom, že na ni pavouk spotřebuje poměrně málo vlákna a přitom získá značnou lovnou plochu. Kromě toho je možné ji zbudovat prakticky kdekoli a navíc může být umístěna ve výšce, takže je i sám pavouk (a jeho síť) relativně bezpečnější.
Stavbu sítě pavouk začíná prvním vodorovným lanem, které vytvoří buď přelezením mezi dvěma větévkami, nebo je nechá unést větrem. Poté z obou konců lana prověsí smyčku, z jejíhož vrcholu se spustí kolmo dolů, kde ukotví třetí konec sítě. V tuto chvíli má tedy zbudovány tři hlavní paprsky sítě a jeden dílek obvodu. Stejným způsobem vybuduje další paprsky sítě a celý obrys. Nakonec přelézáním mezi paprsky od středu ven vytváří spirálovitou síť.

## Lákání hmyzu do sítě

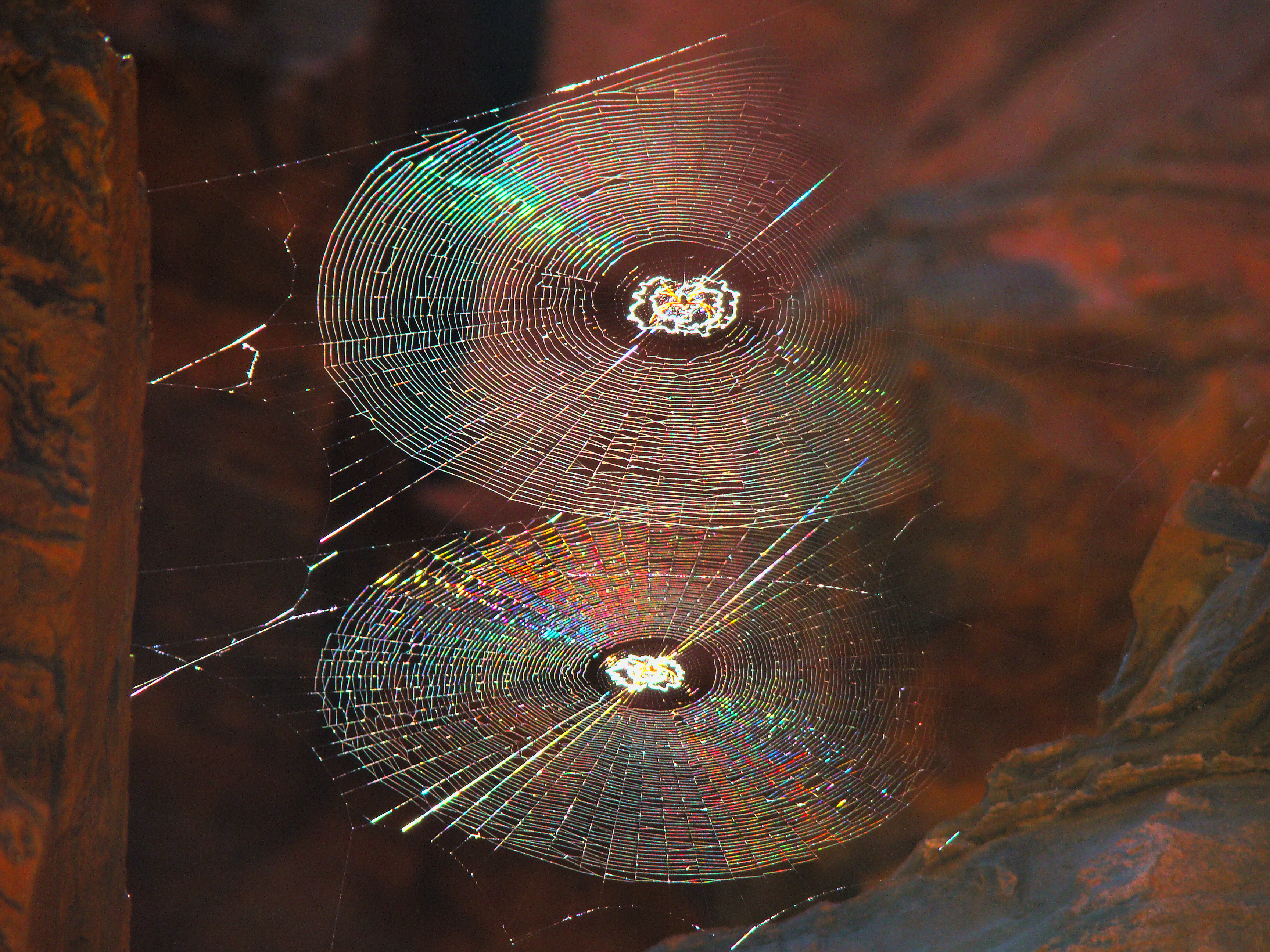
Dvě kruhové pavučiny se stabilimentem uprostřed

Bylo zjištěno, že většina hmyzu je schopna pavučinu vidět a vyhnout se jí, proto pavouci užívají různé taktiky, jak do nich hmyz nalákat. Jednou možností je noční lov – celá řada pavouků je aktivních v noci. I denní pavouci si zpravidla svou síť budují na stinných nebo temných místech. Dále pavouci k lákání hmyzu užívají specifických feromonů; tato taktika není zatím dostatečně prozkoumána. Zvláštností je také stabilimentum – několik velmi silných výrazných vláken uprostřed kruhové sítě, které bývá zejména na pavučinách křižáků. Podle současných výzkumů se soudí, že toto vlákno velmi výrazně odráží ultrafialové světlo, takže pavučina připomíná hmyzu květ.

## Evoluce
Pavoučí snovající sítě existovaly již přinejmenším v období druhohorní jury (asi před 165 miliony let), jak ukazuje například objev velkého rodu Mongolarachne z Číny.